# Robertina
Robertina je žensko osebno ime.

## Izvor imena
Ime Robertina je različica ženskega osebnega imena Roberta.

## Pogostost imena
Po podatkih Statističnega urada Republike Slovenije je bilo na dan 31. decembra 2007 v Sloveniji število ženskih oseb z imenom Robertina: 28.

## Osebni praznik
V koledarju je ime Robertina uvrščeno k imenu Roberta.